# Nhật thực
Nhật thực (tiếng Anh: solar eclipse) xảy ra khi Mặt Trăng đi qua giữa Trái Đất và Mặt Trời trên cùng một đường thẳng và quan sát từ Trái Đất, lúc đó Mặt Trăng che khuất hoàn toàn hay một phần Mặt Trời. Điều này chỉ có thể xảy ra tại thời điểm trăng non khi nhìn từ Trái Đất, lúc Mặt Trời bị Mặt Trăng che khuất và bóng của Mặt Trăng phủ lên Trái Đất. Trong lúc nhật thực toàn phần, đĩa Mặt Trời bị che khuất hoàn toàn. Với nhật thực một phần hoặc hình khuyên, đĩa Mặt Trời chỉ bị che khuất một phần.
Nếu Mặt Trăng có quỹ đạo tròn hoàn hảo, gần hơn Trái Đất một chút, và trong cùng mặt phẳng quỹ đạo, sẽ có nhật thực toàn phần xảy ra mỗi lần trong một tháng. Tuy nhiên, quỹ đạo của Mặt Trăng nghiêng hơn 5° so với mặt phẳng quỹ đạo của Trái Đất quanh Mặt Trời (xem mặt phẳng hoàng đạo), do vậy bóng của Mặt Trăng lúc trăng non thường không chiếu lên Trái Đất. Để hiện tượng nhật thực cũng như nguyệt thực xảy ra, Mặt Trăng phải đi qua mặt phẳng quỹ đạo của Trái Đất. Hơn nữa, quỹ đạo của Mặt Trăng có hình elip, và nó thường ở đủ xa Trái Đất khiến cho kích cỡ biểu kiến của nó không đủ lớn để che khuất hoàn toàn Mặt Trời lúc nhật thực. Mặt phẳng quỹ đạo của Mặt Trăng và của Trái Đất mỗi năm cắt nhau tại các điểm nút lên và nút xuống của quỹ đạo; và có ít nhất là 2 và nhiều nhất là 5 lần nhật thực xảy ra trong một năm, cũng không thể có nhiều hơn hai lần nhật thực toàn phần trong cùng một năm. Tuy nhiên, tại một nơi cụ thể trên Trái Đất, hiện tượng nhật thực toàn phần xảy ra là rất hiếm bởi vì bóng của Mặt Trăng trong lúc hiện tượng này xảy ra đổ lên Trái Đất theo một dải hẹp và trong thời gian ngắn, với lần lâu nhất khoảng 7 phút (nhật thực toàn phần ngày 20 tháng 7 năm 1955).
Hiện tượng che khuất là hiện tượng của tự nhiên. Tuy thế, trong lịch sử cổ đại và quan niệm của một số người hiện đại, nhật thực thuộc về hiện tượng siêu nhiên. Hiện tượng nhật thực toàn phần gây ra sự sợ hãi đối với người dân thời cổ đại do thiếu hiểu biết về thiên văn học, khi Mặt Trời dường như biến mất vào ban ngày và bầu trời tối đen trong vài phút.
Rất nguy hiểm cho mắt khi nhìn trực tiếp vào Mặt Trời. Do vậy để quan sát hiện tượng nhật thực trực tiếp cần sử dụng các loại kính bảo vệ mắt hoặc quan sát gián tiếp hình ảnh lúc nhật thực. Nhưng khi xảy ra hiện tượng nhật thực toàn phần, mắt có thể an toàn quan sát hiện tượng này trong lúc Mặt Trăng che khuất hoàn toàn Mặt Trời. Những người ưa thích hiện tượng này thường đi du lịch đến những nơi sắp xảy ra để chứng kiến và chụp ảnh.

Ảnh động minh họa đường đi của nhật thực ngày 29 tháng 3 năm 2006. Chấm đen nhỏ là vùng bóng tối hẹp quan sát được nhật thực toàn phần, còn phạm vi nhạt màu là vùng nửa tối quan sát thấy nhật thực một phần.

## Các kiểu nhật thực

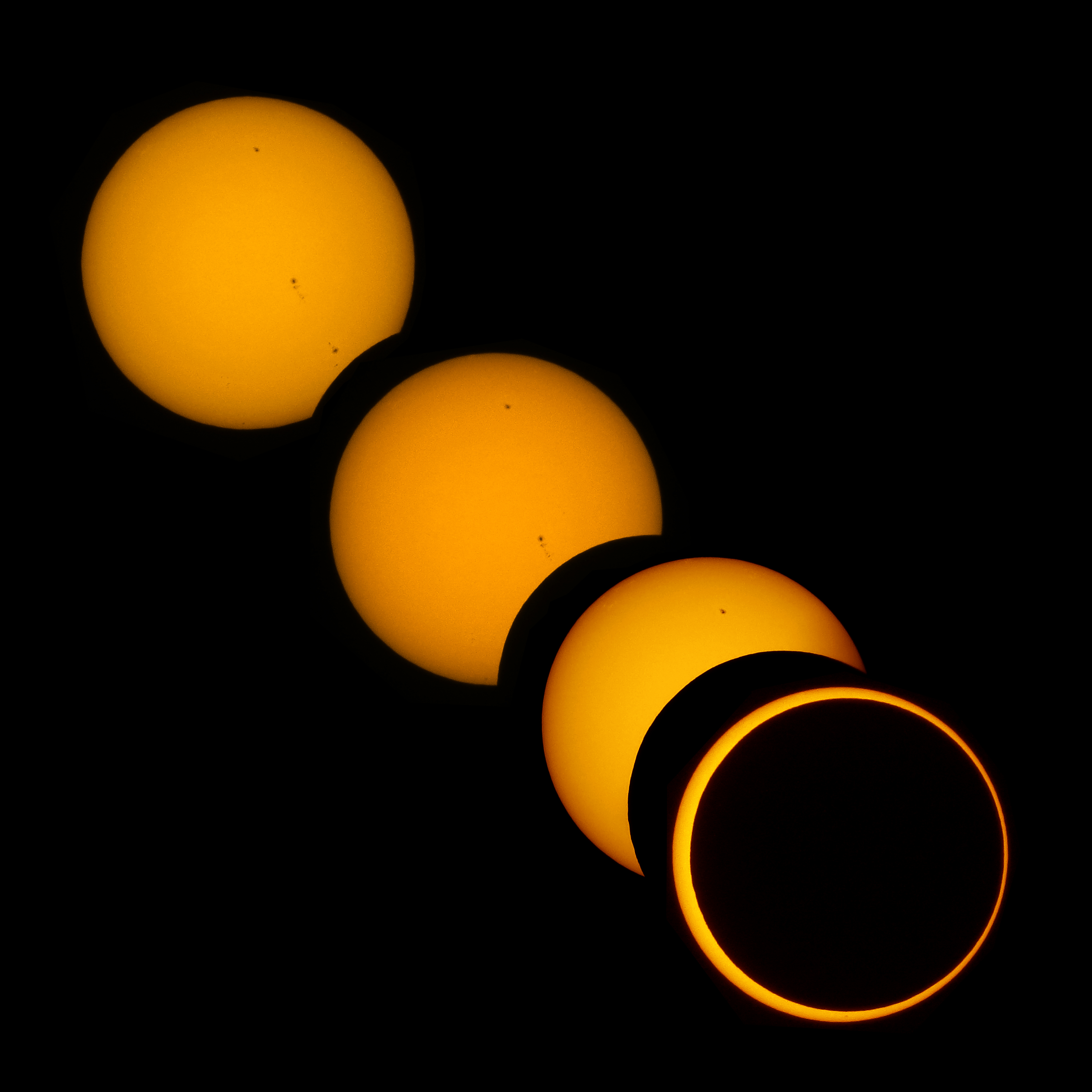
Nhật thực một phần và hình khuyên xảy ra ngày 20 tháng 5 năm 2012. Chụp từ Red Bluff, California.

Có bốn kiểu nhật thực:

So sánh kích thước biểu kiến nhỏ nhất và lớn nhất của Mặt Trăng và Mặt Trời (và các hành tinh khác). Nhật thực hình khuyên xảy ra khi Mặt Trời lớn hơn kích thước biểu kiến của Mặt Trăng trong khi nhật thực toàn phần thì ngược lại.
Sau đây là một số chú thích dài.:
Chú thích:
Ở giữa:
Thị lực Người (thị lực 20/20): khoảng 1' hoặc 60"
ISS: tối đa khoảng 1' hoặc 60" (tùy thuộc vào hướng)
Sao Kim: 9,7" - 66,0"
Sao Mộc: 29,8" - 50,1"
Sao Hỏa: 3,5" - 25,1"
Sao Thổ: 14,5" - 20,1"
Sao Thủy: 4,5" - 13,0"
Sao Thiên Vương: 3,3" - 4,1"
Sao Hải Vương: 2,2" - 2,4"
Duới cùng bên trái:
Mặt Trời: tối thiểu: 31,6'
Mặt Trời: tối đa: 32,7'
Duới cùng bên phải:
Mặt Trăng: tối thiểu: 29.43'
Mặt Trăng: tối đa: 33,5'

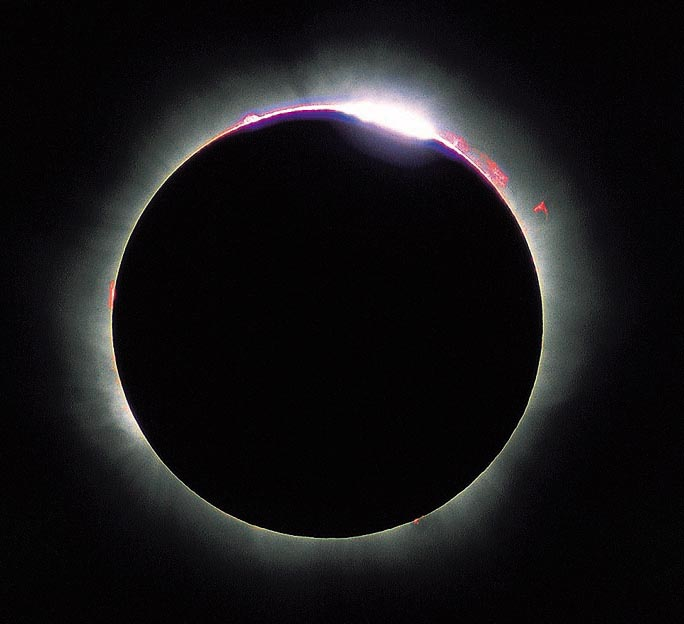
Hình ảnh nhật thực toàn phần năm 1999 ở Pháp, với hiệu ứng nhìn giống như nhẫn kim cương.

- Nhật thực toàn phần xảy ra khi đĩa tối của Mặt Trăng che khuất hoàn toàn Mặt Trời và người quan sát nằm trong bóng tối của Mặt Trăng, cho phép quan sát được vầng hào quang bao quanh Mặt Trời hay vành nhật hoa bằng mắt với dụng cụ bảo vệ. Trong thời gian xảy ra bất kỳ một lần nhật thực nào, chỉ có thể quan sát thấy nhật thực toàn phần từ một dải hẹp trên bề mặt Trái Đất.[7][8]
- Nhật thực hình khuyên xảy ra khi Mặt Trời và Mặt Trăng nằm chính xác trên một đường thẳng, nhưng kích cỡ biểu kiến của Mặt Trăng nhỏ hơn kích cỡ biểu kiến của Mặt Trời. Vì thế Mặt Trời vẫn hiện ra như một vòng đai rực rỡ bao quanh Mặt Trăng. Thời gian diễn ra nhật thực hình khuyên lâu hơn nhật thực toàn phần nhưng cũng chỉ kéo dài trong vài phút.[8][9]
- Nhật thực lai là một kiểu trung gian giữa nhật thực toàn phần và nhật thực hình khuyên. Ở một số điểm trên Trái Đất, nó được quan sát thấy là nhật thực toàn phần; ở những nơi khác nó lại là nhật thực hình khuyên. Thuật ngữ chung cho nhật thực toàn phần, hình khuyên hay nhật thực lai là nhật thực trung tâm. Nhật thực lai rất hiếm khi xảy ra.[8][9]
- Nhật thực một phần xảy ra khi Mặt Trời và Mặt Trăng không nằm chính xác trên cùng một đường thẳng, và Mặt Trăng chỉ che khuất một phần của Mặt Trời. Hiện tượng này thường được quan sát thấy ở nhiều nơi trên Trái Đất bên ngoài đường đi của nhật thực trung tâm. Tuy nhiên, một số kiểu nhật thực chỉ có thể quan sát thấy như là nhật thực một phần, khi vùng bóng tối (umbra) trượt qua một trong hai vùng cực Trái Đất và đường trung tâm lúc này không cắt qua bề mặt của Trái Đất.[8][9] Nhật thực một phần thường không có ảnh hưởng đáng kể tới độ sáng của Mặt Trời, vì cần có độ che khuất lớn hơn 90% để sự tối có thể nhận thấy được bằng mắt thường. Ngay cả với 99% đĩa Mặt Trời bị che khuất, bóng tối vẫn không tối hơn chạng vạng dân dụng.[10] Tất nhiên, nhật thực một phần (hay pha một phần của các loại nhật thực khác) vẫn có thể quan sát được nếu ta xem Mặt Trời qua một kính lọc tối (nên được sử dụng để đảm bảo an toàn cho mắt).

Khoảng cách Mặt Trời đến Trái Đất xấp xỉ bằng 400 lần khoảng cách Mặt Trăng đến Trái Đất, và đường kính của Mặt Trời bằng khoảng 400 lần đường kính của Mặt Trăng. Bởi vì hai tỉ số này xấp xỉ bằng nhau, khi nhìn từ Trái Đất, Mặt Trời và Mặt Trăng có kích thước biểu kiến gần bằng nhau: khoảng 0,5 độ góc.
Một loại nhật thực khác mà Mặt Trời bị che khuất bởi một hành tinh khác ngoài Mặt Trăng khi nhìn từ một điểm trong không gian vũ trụ. Ví dụ, đoàn du hành vũ trụ Apollo 12 đã chụp được ảnh Trái Đất che khuất Mặt Trời năm 1969 và tàu không gian Cassini cũng chụp được ảnh Sao Thổ che khuất Mặt Trời năm 2006.
Quỹ đạo của Mặt Trăng quanh Trái Đất cũng như quỹ đạo của Trái Đất quanh Mặt Trời là hình elip. Do vậy kích cỡ biểu kiến của Mặt Trời và Mặt Trăng biến đổi theo vị trí trên quỹ đạo. Độ lớn của một lần thiên thực xác định bằng tỉ số giữa kích cỡ biểu kiến của Mặt Trăng trên kích cỡ biểu kiến của Mặt Trời trong thời gian xảy ra thiên thực. Sự kiện thiên thực (bao gồm nhật thực và nguyệt thực) xảy ra khi Mặt Trăng ở gần điểm cận địa (điểm gần Trái Đất nhất) có thể trở thành hiện tượng thiên thực toàn phần bởi vì khi đó Mặt Trăng sẽ đủ lớn để che khuất hoàn toàn đĩa sáng của Mặt Trời, hay quang quyển; và lúc này độ lớn thiên thực có giá trị lớn hơn 1. Ngược lại, sự kiện thiên thực xảy ra khi Mặt Trăng ở điểm viễn địa (điểm xa Trái Đất nhất) chỉ có thể là hiện tượng thiên thực hình khuyên bởi vì khi đó Mặt Trăng có kích thước biểu kiến nhỏ hơn so với của Mặt Trời; độ lớn thiên thực lúc này có giá trị nhỏ hơn 1. Trung bình, hiện tượng nhật thực hình khuyên xảy ra nhiều hơn nhật thực toàn phần, bởi vì Mặt Trăng nằm khá xa Trái Đất để có thể bao phủ hoàn toàn Mặt Trời. Hiện tượng nhật thực lai xảy ra khi độ lớn thiên thực trong thời gian diễn ra chuyển từ giá trị nhỏ hơn 1 sang lớn hơn 1, do vậy tại một nơi trên Trái Đất có thể quan sát thấy nhật thực toàn phần trong khi ở những nơi khác lại quan sát thấy nhật thực hình khuyên.
Khoảng cách từ Trái Đất đến Mặt Trời thay đổi trong một năm do quỹ đạo elip. Điều này cũng làm cho kích thước biểu kiến của Mặt Trời biến đổi trong năm, nhưng sự biến đổi này không nhiều bằng so với kích thước biểu kiến của Mặt Trăng. Khi Trái Đất nằm xa Mặt Trời nhất vào tháng 7, và nếu hiện tượng nhật thực xảy ra thì khả năng nhiều là hiện tượng nhật thực toàn phần, trong khi nếu hiện tượng nhật thực xảy ra lúc Trái Đất nằm gần Mặt Trời nhất vào tháng 1 thì nhiều khả năng đó là nhật thực hình khuyên.

### Thuật ngữ nhật thực trung tâm

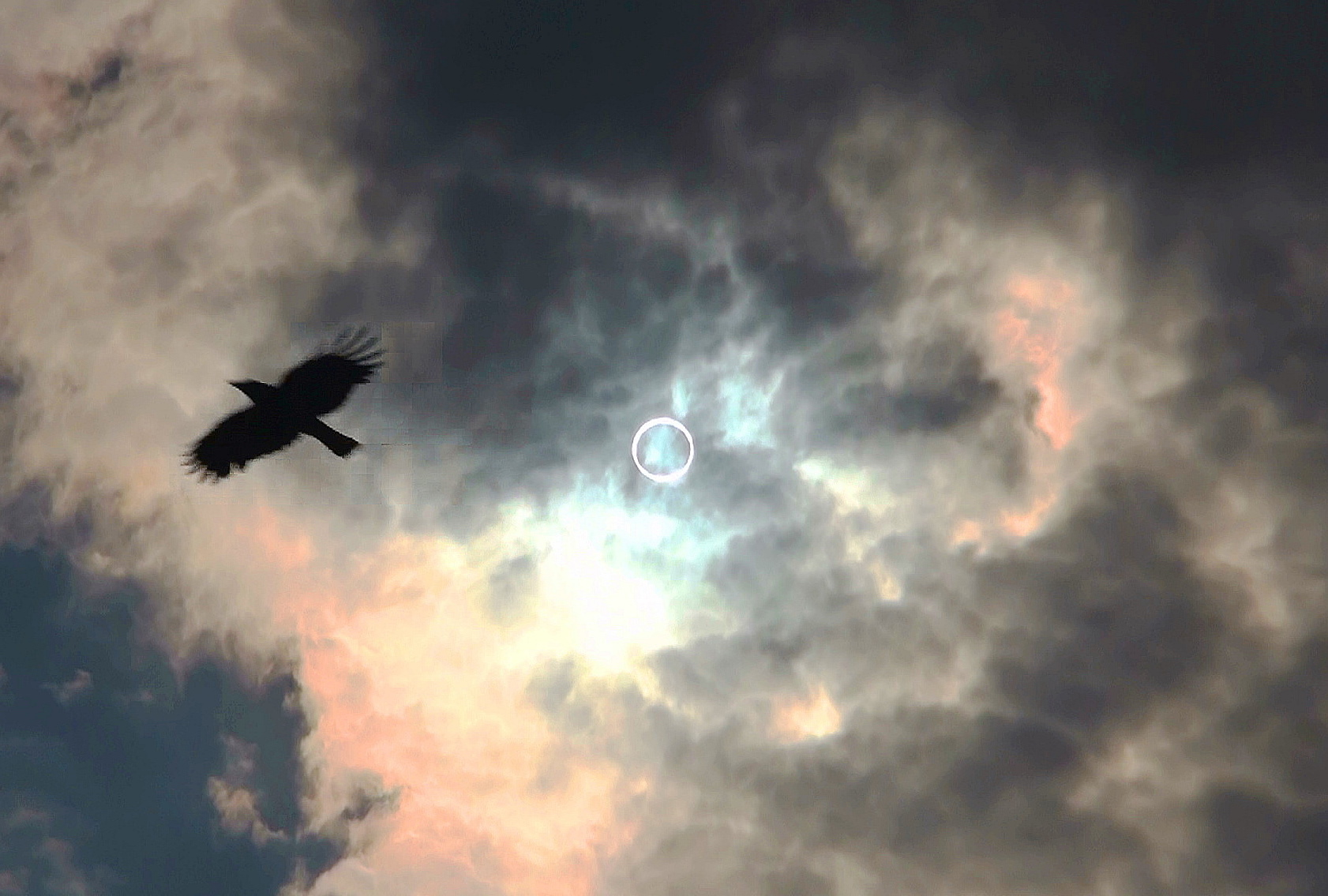
Nhật thực hình khuyên diễn ra ở Kofu, Yamanashi, Nhật Bản, ngày 21 tháng 5 năm 2012 trên ảnh ta thấy một con chim ngạc nhiên về nhật thực.

Nhật thực trung tâm là thuật ngữ chung để miêu tả các hiện tượng nhật thực toàn phần, hình khuyên hay nhật thực lai. Tuy nhiên, định nghĩa thuật ngữ này không hoàn toàn đúng và bổ sung thêm: nhật thực trung tâm là hiện tượng nhật thực xảy ra khi đường nối "tâm" của đĩa Mặt Trăng với "tâm" của đĩa Mặt Trời cắt bề mặt Trái Đất. Nhưng có trường hợp, và rất hiếm, một phần của vùng bóng tối (nguyên bóng, umbra) phủ lên bề mặt Trái Đất (và do vậy tạo ra nhật thực hình khuyên hay toàn phần) nhưng đường nối 2 tâm không cắt bề mặt Trái Đất. Hiện tượng này gọi là nhật thực toàn phần (hay hình khuyên) không trung tâm. Nhật thực không trung tâm xảy ra sắp tới vào ngày 29 tháng 4 năm 2014 và là nhật thực hình khuyên. Nhật thực không trung tâm toàn phần sẽ xảy ra vào ngày 9 tháng 4 năm 2043 (và như vậy nhật thực không trung tâm rất hiếm gặp!).

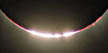
Hiệu ứng vòng hạt Baily, hay vòng hạt kim cương.

Người ta phân chia ra 5 pha trong một lần nhật thực toàn phần đó là:
- Tiếp xúc đầu tiên—khi rìa đĩa Mặt Trăng tiếp xúc chính xác với đĩa Mặt Trời.
- Tiếp xúc lần hai—bắt đầu bằng hiệu ứng vòng hạt Baily (ánh sáng Mặt Trời đi qua các khe núi trên Mặt Trăng do địa hình gồ ghề của nó) hay còn gọi là hiệu ứng "nhẫn kim cương". Gần như toàn bộ đĩa Mặt Trời đã bị che khuất.
- Mặt Trăng che khuất hoàn toàn đĩa Mặt Trời, và chỉ có thể quan sát thấy vành nhật hoa bao quanh nó.
- Tiếp xúc lần ba—khi ánh sáng Mặt Trời lần đầu tiên ló trở lại và bóng tối của Mặt Trời dần biến mất. Một lần nữa, hiện tượng nhẫn kim cương có thể xảy ra.
- Tiếp xúc lần bốn—khi rìa đĩa Mặt Trăng tiếp xúc lần cuối cùng với đĩa Mặt Trời và kết thúc hiện tượng nhật thực.

Tại một nơi quan sát, toàn bộ 5 pha này có thể kéo dài trong vài giờ, nhưng thời gian cho pha nhật thực toàn phần chỉ kéo dài trong vài phút.

## Tiên đoán nhật thực

### Hình học

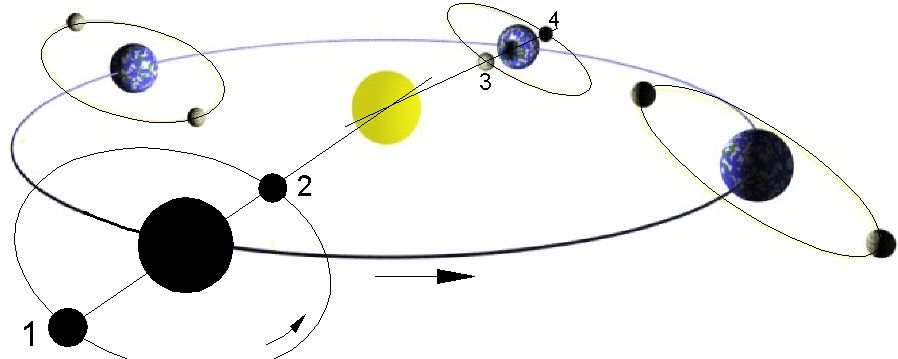
Quỹ đạo nghiêng của Mặt Trăng và các vị trí có khả năng xảy ra thiên thực, cùng đường nối tâm 2 đĩa Mặt Trời và Mặt Trăng (thuật ngữ nhật thực trung tâm): Lúc Mặt Trăng ở vị trí 2 và 3 xảy ra nhật thực, còn vị trí 1 và 4 xảy ra nguyệt thực.

Hình học của nhật thực (không theo tỷ lệ)

A Vị trí quan sát nhật thực toàn phần bên trong vùng bóng tối.
B Vị trí quan sát nhật thực hình khuyên tại vùng đối của vùng bóng tối (antumbra).
C Vị trí quan sát nhật thực một phần trong vùng nửa tối.

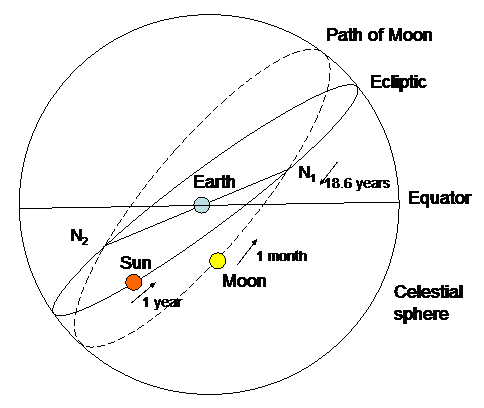
Quỹ đạo của Mặt Trăng và Mặt Trời nhìn từ Trái Đất. Điểm nút N1 có chu kỳ 18,6 năm.

Hai hình bên phải cho thấy vị trí của Mặt Trời, Mặt Trăng và Trái Đất trong lần nhật thực. Ở hình thứ hai và thứ ba, vùng màu đen nằm giữa Trái Đất và Mặt Trăng gọi là vùng bóng tối (umbra), nơi Mặt Trời hoàn toàn bị che khuất bởi Mặt Trăng. Vùng đen nhỏ trên bề mặt Trái Đất là nơi có thể quan sát thấy nhật thực toàn phần. Phạm vi rộng hơn màu xám là vùng nửa tối (penumbra), nơi đứng trên Trái Đất có thể thấy nhật thực một phần. Một người quan sát nếu đứng trong vùng đối của vùng bóng tối (antumbra), có thể thấy nhật thực hình khuyên.
Quỹ đạo của Mặt Trăng nghiêng khoảng 5° so với mặt phẳng quỹ đạo của Trái Đất. Do điều này, vào lúc trăng non, Mặt Trăng thường ở phía trên hay phía dưới Mặt Trời (xem thêm minh họa ở hình trên). Nhật thực chỉ xảy ra lúc trăng non và khi Mặt Trăng nằm gần các giao điểm của mặt phẳng hoàng đạo và mặt phẳng quỹ đạo của nó (gọi là các điểm nút quỹ đạo).
Mặt Trăng có quỹ đạo elip, do vậy khoảng cách của nó đến Trái Đất biến thiên khoảng 6% so với giá trị trung bình. Vì thế mà kích thước biểu kiến của nó cũng thay đổi theo khoảng cách (biến đổi khoảng 13%) khi nhìn từ Trái Đất, và điều này ảnh hưởng đến hiện tượng nhật thực toàn phần hay hình khuyên. Khoảng cách giữa Trái Đất và Mặt Trời cũng thay đổi trong năm nhưng tỉ số tương đối là nhỏ, vì vậy kích thước biểu kiến của Mặt Trời không thay đổi nhiều. Trung bình, khi nhìn từ Trái Đất, Mặt Trăng hiện lên nhỏ hơn Mặt Trời, do đó phần lớn nhật thực trung tâm là nhật thực hình khuyên. Chỉ khi Mặt Trăng đủ gần Trái Đất hơn so với trung bình (gần điểm cận địa) thì nhật thực toàn phần xảy ra. Chẳng hạn, trong giai đoạn 1900 đến 1999, có tất cả 239 lần nhật thực, gồm 84 lần nhật thực một phần, 71 lần nhật thực hình khuyên, 62 lần nhật thực toàn phần, và 22 lần nhật thực lai.
|                                 | Mặt Trăng                 | Mặt Trăng                 | Mặt Trời                       | Mặt Trời                       |
| Cận địa                         | Viễn địa                  | Cận nhật                  | Viễn nhật                      |                                |
| ------------------------------- | ------------------------- | ------------------------- | ------------------------------ | ------------------------------ |
| Bán kính trung bình             | 1.737,10 km (1.079,38 mi) | 1.737,10 km (1.079,38 mi) | 696.000 km (432.000 mi)        | 696.000 km (432.000 mi)        |
| Khoảng cách                     | 363.104 km (225.622 mi)   | 405.696 km (252.088 mi)   | 147.098.070 km (91.402.500 mi) | 152.097.700 km (94.509.100 mi) |
| Đường kính góc                  | 33' 30" (0.5583°)         | 29' 26" (0.4905°)         | 32' 42" (0.5450°)              | 31' 36" (0.5267°)              |
| Kích thước biểu kiến theo tỷ lệ |                           |                           |                                |                                |
| Xếp theo thứ tự giảm dần        | 1                         | 4                         | 2                              | 3                              |

Chu kỳ quỹ đạo của Mặt Trăng xấp xỉ 27,3 ngày, tính theo những ngôi sao cố định ở xa. Thời gian này tương ứng với tháng thiên văn. Tuy nhiên, trong thời gian 1 tháng thiên văn, Trái Đất cũng đã di chuyển được một quãng đường trên quỹ đạo quanh Mặt Trời, khiến thời gian trung bình giữa hai lần trăng mới kéo dài hơn tháng thiên văn, xấp xỉ 29,5 ngày, hay chính là chu kỳ giao hội của Mặt Trăng. Các nhà thiên văn học gọi đây là tháng giao hội, và dựa trên đó phân ra dương lịch hay âm lịch.
Mặt Trăng đi từ phía nam lên phía bắc của mặt phẳng hoàng đạo tại điểm nút lên, và ngược lại tại điểm nút xuống. Tuy nhiên, các điểm nút của quỹ đạo Mặt Trăng dần dần di chuyển thay đổi theo thời gian do ảnh hưởng hấp dẫn của Mặt Trời lên chuyển động quỹ đạo của Mặt Trăng, và các điểm nút quỹ đạo có chu kỳ gần 18,6 năm Trái Đất. Sự tiến dịch này làm cho khoảng thời gian giữa mỗi lần Mặt Trăng đi qua điểm nút lên ngắn hơn tháng giao hội. Khoảng thời gian này được các nhà thiên văn gọi là tháng giao điểm thăng. (xem Phương pháp tiên đoán ở dưới)
Mặt khác do ảnh hưởng của nhiễu loạn hấp dẫn mà điểm cận địa của Mặt Trăng cũng tiến động theo thời gian trên quỹ đạo, và điểm cận địa có chu kỳ khoảng 8,85 năm. Khoảng thời gian Mặt Trăng hoàn thành giữa hai lần đi qua điểm cận địa hơi dài hơn tháng giao điểm thăng và người ta gọi đó là tháng điểm cận địa.
Quỹ đạo Mặt Trăng cắt mặt phẳng hoàng đạo tại hai điểm nút cách nhau 180°. Do vậy, khi những lần trăng mới xuất hiện gần các điểm nút theo chu kỳ trong một năm cách nhau xấp xỉ sáu tháng (173,3 ngày), lúc đó có ít nhất một lần nhật thực xảy ra trong những thời điểm này. Thỉnh thoảng khi lần trăng mới xuất hiện đủ gần một điểm nút dẫn đến trong hai tháng liên tiếp xảy ra 2 hiện tượng nhật thực một phần. Có nghĩa là, trong một năm bất kỳ, sẽ có ít nhất 2 lần nhật thực và nhiều nhất là 5 lần nhật thực xảy ra.
Hiện tượng thiên thực chỉ có thể xảy ra khi Mặt Trời nằm cách một điểm nút khoảng cách góc 15° đến 18°, (10° đến 12° cho hiện tượng nhật thực trung tâm). Và đây là giới hạn cho hiện tượng thiên thực. Trong thời gian Mặt Trăng trở lại điểm nút (tháng giao điểm thăng), vị trí biểu kiến của Mặt Trời di chuyển trong phạm vi rộng 29° so với các điểm nút. Do giới hạn thiên thực có phạm vi tới 18° x 2 = 36° với điểm nút N1 hoặc N2 ở chính giữa (24° cho nhật thực trung tâm), nó mở ra cơ hội cho hiện tượng thiên thực một phần xảy ra (hoặc nhật thực một phần và nhật thực trung tâm xảy ra, nhưng hiếm hơn) trong hai tháng kế tiếp nhau.

### Đường đi của bóng Mặt Trăng và phạm vi quan sát
Trong lần nhật thực trung tâm, vùng bóng tối của Mặt Trăng - umbra (hoặc vùng đối bóng tối - antumbra, trong trường hợp nhật thực hình khuyên) di chuyển rất nhanh từ tây sang đông trên bề mặt Trái Đất. Trái Đất quay quanh trục từ tây sang đông, với vận tốc khoảng 28 km/min tại xích đạo, nhưng Mặt Trăng cũng chuyển động trên quỹ đạo theo cùng hướng tự quay của Trái Đất với vận tốc 61 km/min, do vậy vùng bóng tối (umbra) gần như luôn luôn di chuyển theo hướng tây-đông trên bề mặt với vận tốc quỹ đạo của Mặt Trăng trừ đi vận tốc tiếp tuyến của vận tốc tự quay của Trái Đất bằng 33 km/min.
Bề rộng của vùng bóng tối lúc nhật thực toàn phần hay lúc nhật thực hình khuyên phụ thuộc theo khoảng cách của Mặt Trăng đến Trái Đất và do đó là đường kính biểu kiến của Mặt Trăng và Trái Đất. Trong những lần nhật thực đặc biệt nhất, khi nhật thực toàn phần xảy ra khi Mặt Trăng rất gần điểm cận địa, bề rộng (hay đường kính vùng bóng tối) của đường đi có thể trên 250 km, và tại một vị trí trên Trái Đất thời gian xảy ra nhật thực toàn phần kéo dài trên 7 phút. Bên ngoài vùng bóng tối trung tâm, vùng quan sát thấy nhật thực một phần có diện tích khá lớn. Trung bình, vùng bóng tối có đường kính khoảng 100–160 km, trong khi đường kính của vùng nửa tối có thể trên 6.400 km. (Xem thêm ảnh động ở đầu bài)

### Phương pháp tiên đoán
Từ thời cổ đại, sớm nhất từ 1350 TCN, trong đó các nhà thiên văn học Babylon (khoảng 730 TCN) đã phát hiện ra Mặt Trăng tuân theo chu kỳ Saros, tên gọi do Edmund Halley đặt, các hiện tượng thiên thực lặp lại cứ sau xấp xỉ 18 năm 11 ngày 8 giờ (6585d 8h). Chu kỳ này do sự trùng hợp thời gian giữa ba loại chu kỳ Mặt Trăng:
- 223 tháng giao hội (giữa hai lần trăng mới): 29,530589 ngày x 223 = 6585,3223 ngày = 6585d 07h 43m
- 239 tháng điểm cận địa (giữa hai lần cận địa): 27,554550 ngày x 239 = 6585,5375 ngày = 6585d 12h 54m
- 242 tháng giao điểm thăng (giữa hai lần đi qua điểm nút lên): 27,212221 ngày x 242 = 6585,3575 ngày = 6585d 08h 35m

Do nhật thực thường xảy ra những lúc trăng mới và Mặt Trăng gần điểm nút quỹ đạo (nếu ở thêm điểm cận địa thì khả năng xảy ra nhật thực toàn phần), vì vậy hai lần thiên thực cách nhau bởi chu kỳ Saros có những tính chất hình học giống nhau. Chúng xuất hiện ở cùng một điểm nút mà Mặt Trăng có cùng khoảng cách đến Trái Đất và ở cùng thời điểm trong năm. Bởi vì chu kỳ Saros không chẵn ngày (dư ra 8 giờ), khiến điều hạn chế lớn nhất của nó đó là những lần nhật thực tiếp sau sẽ xuất hiện ở những nơi khác nhau trên toàn cầu. Lượng dư 1/3 ngày có nghĩa là Trái Đất phải quay thêm ~8 giờ hoặc thêm một góc ~120º đối với mỗi chu kỳ. Đối với nhật thực, kết quả này làm dịch chuyển đường đi của bóng tối Mặt Trăng khoảng ~120º về phía tây ở lần nhật thực sau. Do đó, sau 3 chu kỳ Saros, nhật thực lặp lại tại cùng phạm vi địa lý trên Trái Đất (54 năm và 34 ngày). Dựa trên chu kỳ Saros, nếu đã biết được hiện tượng thiên thực xảy ra từ trước thì sẽ tiên đoán khá chính xác hiện tượng này sẽ xảy ra trong tương lai gần ở vị trí địa lý nào.
Năm 1824, nhà toán học và thiên văn học người Đức Friedrich Bessel đưa ra phương pháp tính mới tiên đoán vị trí và thời gian xảy ra hiện tượng thiên thực bằng các tham số Bessel cho theo hệ quy chiếu của bóng Mặt Trăng so với tâm của Trái Đất. Phương pháp này rất chính xác và là công cụ mạnh cùng với máy tính cho việc tiên đoán các hiện tượng thiên thực không những trên Trái Đất mà đối với cả các hành tinh và sao khác. Một mặt phẳng gọi là mặt phẳng cơ bản đi qua tâm Trái Đất và vuông góc với trục của bóng Mặt Trăng (trục nối tâm Mặt Trời và Mặt Trăng). Các tọa độ x, y và z lần lượt chỉ theo hướng đông, bắc và song song với trục của bóng Mặt Trăng. Các tham số Bessel là x và y cho bóng Mặt Trăng, l1 và l2 lần lượt là bán kính của vùng nửa tối và vùng bóng tối trên mặt phẳng cơ bản. Hướng của trục z trên thiên cầu được cho theo hai tọa độ xích vĩ d và góc giờ μ, và góc của đường bao vùng tối và vùng nửa tối so với trục bóng Mặt Trăng lần lượt là f1 và f2. Tám tham số Bessel (x, y, l1, l2, d, μ, f1, f2) cùng với tỉ số bán kính Mặt Trăng trên bán kính Trái Đất k, được cho theo bảng in sẵn hoặc được lập trình theo nhiều chương trình dự đoán nhật thực và nguyệt thực. Chi tiết về tính toán thiên thực có thảo luận tại một số cuốn chuyên khảo về lịch thiên văn và nhật thực.

## Tần suất và thời gian xảy ra

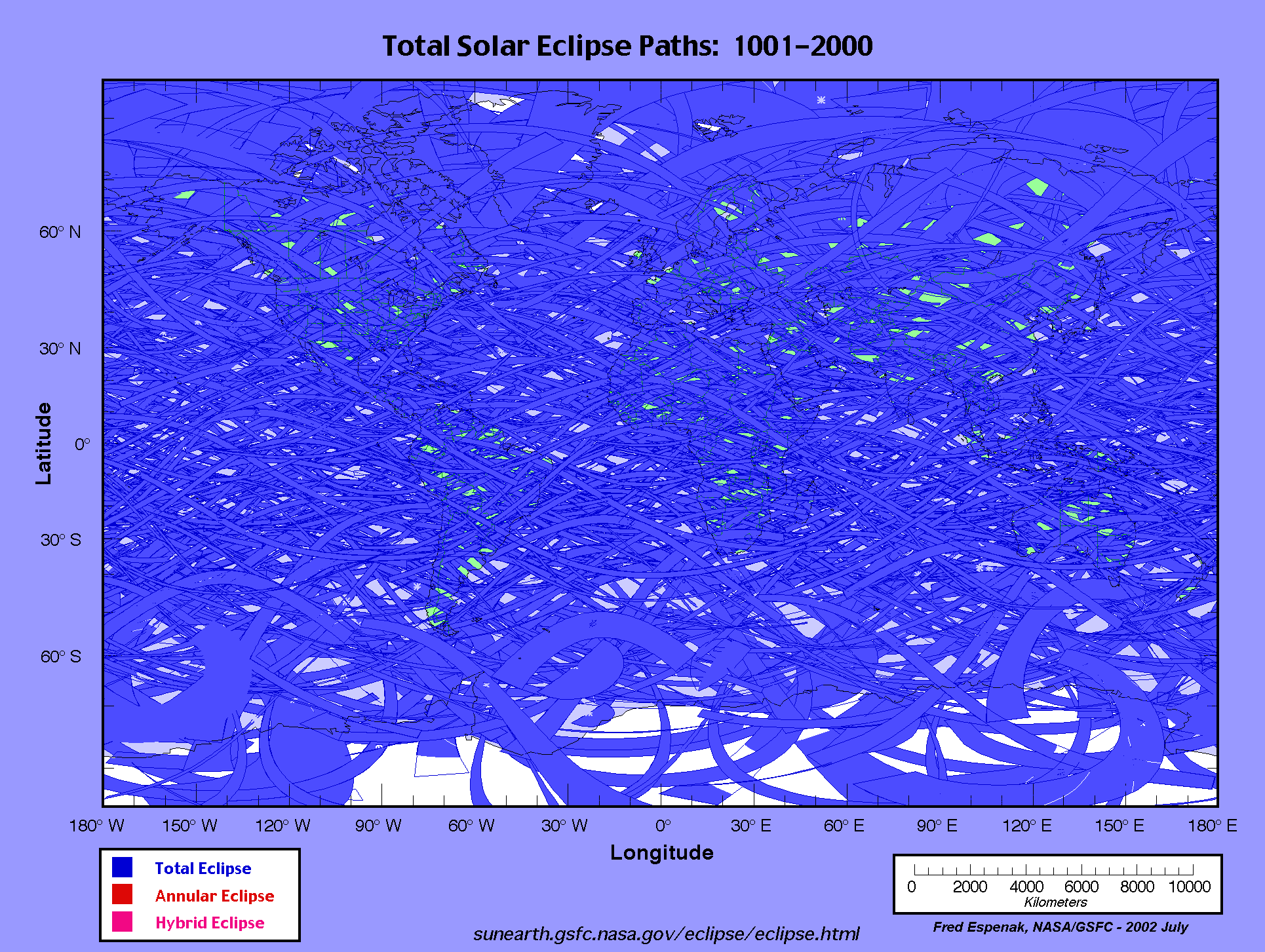
Ảnh vẽ kết hợp đường đi của nhật thực toàn phần trong giai đoạn 1001–2000, cho thấy nhật thực toàn phần xảy ra ở khắp nơi trên Trái Đất. Bức ảnh này tổng hợp từ 50 ảnh khác nhau của NASA.

Tại một nơi trên Trái Đất, nhật thực toàn phần là một hiện tượng hiếm gặp. Mặc dù nó xảy ra trên hành tinh trung bình khoảng 18 tháng một lần nhật thực toàn phần,. Người ta tính được hiện tượng này lặp lại tại một nơi bất kỳ trung bình khoảng từ 360 đến 410 năm. Nhật thực toàn phần kéo dài trong vài phút tại từng nơi bất kỳ, bởi vì vùng bóng tối của Mặt Trăng di chuyển về phía tây với tốc độ trên 1700 km/h. Tại một nơi, thời gian quan sát thấy nhật thực toàn phần không bao giờ kéo dài quá 7 phút 31 giây, và thường ngắn hơn 5 phút: trong mỗi thiên niên kỷ thường có ít hơn 10 lần nhật thực toàn phần kéo dài quá 7 phút. Lần gần đây nhất là nhật thực toàn phần ngày 30 tháng 6 năm 1973 với 7 phút 3 giây. Lần này, các nhà thiên văn đã sử dụng một máy bay Concorde bay theo vệt tối của Mặt Trăng và quan sát được nhật thực toàn phần trong thời gian khoảng 72 phút. Lần nhật thực toàn phần tiếp theo có thời gian kéo dài hơn 7 phút sẽ là vào ngày 25 tháng 6 năm 2150. Lần nhật thực toàn phần kéo dài lâu nhất trong giai đoạn 8.000 năm từ 3.000 TCN đến 5.000 sẽ xảy ra vào ngày 16 tháng 7 năm 2186, khi thời gian diễn ra tại một nơi đặc biệt vào khoảng 7 phút 29 giây. Để so sánh, lần nhật thực toàn phần lâu nhất trong thế kỷ XX là 7 phút 8 giây vào ngày 20 tháng 6 năm 1955 và không có lần nhật thực toàn phần nào kéo dài trên 7 phút trong thế kỷ XXI.
Nếu ngày và thời gian của những lần nhật thực đã biết, người ta có thể tiên đoán những lần nhật thực trong tương lai bằng sử dụng chu kỳ nhật thực. Chu kỳ Saros là một trong những chu kỳ nổi tiếng và chính xác nhất mà các nhà thiên văn học cổ đại từng áp dụng (xem ở trên). Chu kỳ Saros bằng 6.585,3 ngày (trên 18 năm), có nghĩa là sau mỗi chu kỳ này một sự kiện thiên thực giống hệt sẽ diễn ra. Nhưng có sự khác biệt về kinh độ địa lý bị dịch chuyển khoảng 120° (do dư 0,3 ngày) và lệch một ít về vĩ độ (do độ nghiêng của mặt phẳng quỹ đạo Mặt Trăng). Chuỗi Saros luôn luôn bắt đầu bằng thiên thực một phần gần một trong hai vùng cực của Trái Đất, sau đó dịch chuyển trên toàn cầu thông qua những lần thiên thực hình khuyên và toàn phần, và kết thúc chuỗi bằng nhật thực một phần tại vùng cực đối đỉnh. Chuỗi Saros kéo dài khoảng từ 1226 đến 1550 năm với 69 đến 87 lần thiên thực, trong đó 40 đến 60 lần là thiên thực trung tâm.

### Số lần trong mỗi năm
Một năm có ít nhất hai lần nhật thực và nhiều nhất năm lần nhật thực. Từ khi áp dụng lịch Gregory năm 1582, các năm có 5 lần nhật thực xảy ra đó là 1693, 1758, 1805, 1823, 1870, và 1935. Năm tiếp theo sẽ là 2206.
| 5 tháng 1      | 3 tháng 2      | 30 tháng 6     | 30 tháng 7     | 25 tháng 12       |
| Một phần (nam) | Một phần (bắc) | Một phần (bắc) | Một phần (nam) | Hình khuyên (nam) |
| -------------- | -------------- | -------------- | -------------- | ----------------- |
| Saros 111      | Saros 149      | Saros 116      | Saros 154      | Saros 121         |

### Nhật thực toàn phần cuối cùng
Nhật thực xảy ra nhờ cấu hình hình học đặc biệt của Mặt Trăng, Trái Đất và Mặt Trời. Tuy đối với con người ở trên Trái Đất, hiện tượng nhật thực toàn phần là hiếm gặp và ngắn ngủi, nhưng trong hàng trăm triệu năm trước trong quá khứ, Mặt Trăng nằm khá gần Trái Đất để nhiều lần che khuất hoàn toàn Mặt Trời giống như nhật thực toàn phần ngày nay; và trong một tỷ năm tới nó vẫn có thể che lấp Mặt Trời.

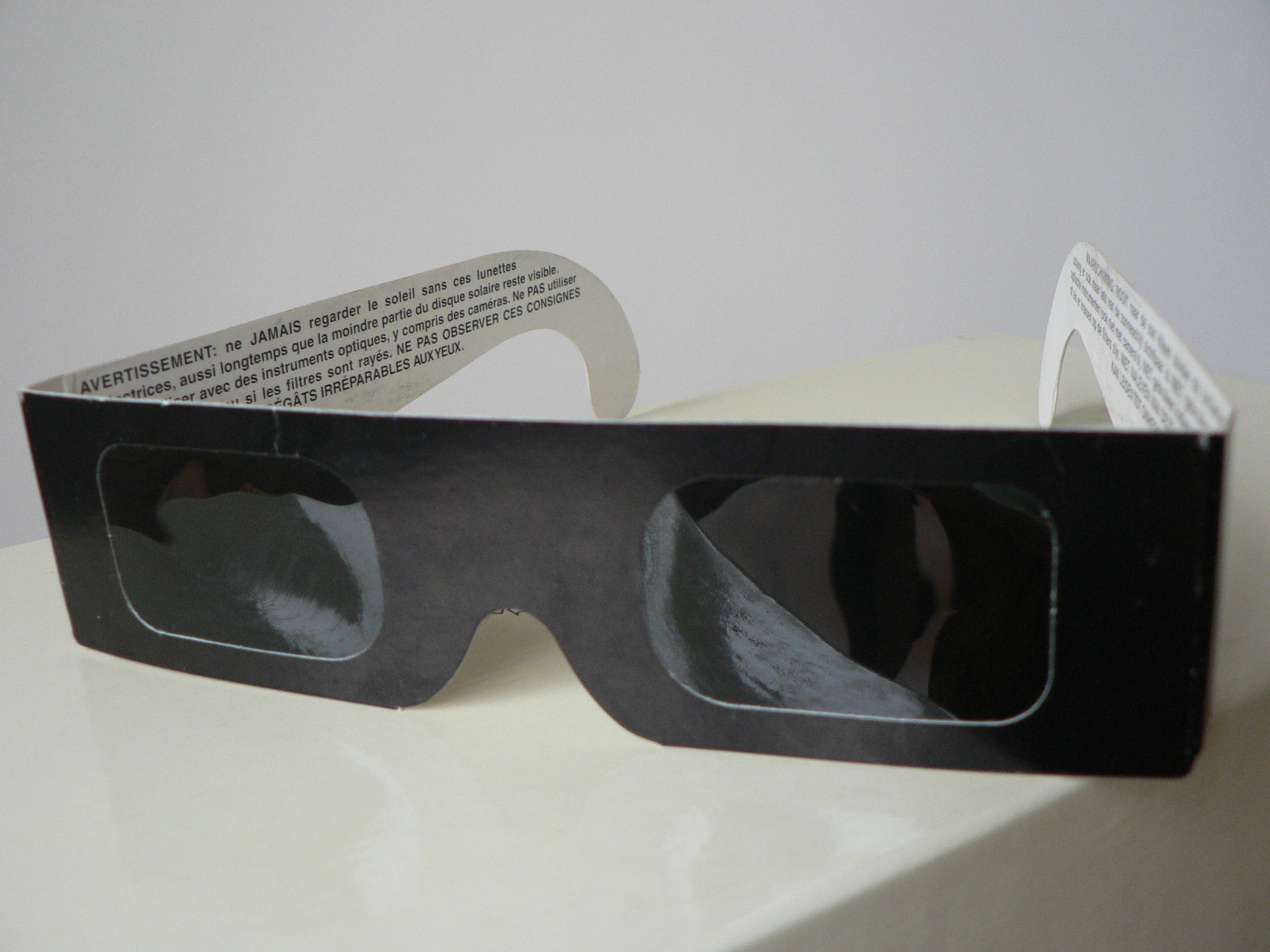
Kính dùng để quan sát nhật thực.

Do ảnh hưởng của gia tốc thủy triều, quỹ đạo của Mặt Trăng quanh Trái Đất hiện tại mỗi năm dịch ra xa khoảng 3,8 cm. Người ta tính được rằng trong ít hơn 1,4 tỷ năm nữa, khoảng cách từ nó đến Trái Đất sẽ tăng thêm 23.500 km. Trong thời gian này, đường kính góc của Mặt Trăng sẽ giảm dần, trong khi Mặt Trời thì không có sự biến đổi nhiều trong 1,4 tỷ năm nữa và do vậy Mặt Trăng không thể hoàn toàn che khuất được đĩa Mặt Trời khi nhìn từ Trái Đất. Điều này sẽ đúng khi Mặt Trăng ở điểm cận địa và Trái Đất ở điểm viễn nhật. Do vậy, khả năng sẽ không còn hiện tượng nhật thực toàn phần sau 1,4 tỷ năm nữa.

### Nhật thực và nguyệt thực
Nhật thực có khả năng quan sát thấy ít hơn nguyệt thực, mặc dù trên thực tế tần suất nhật thực nhiều hơn. Lý do là nguyệt thực có thể quan sát thấy bởi một nửa số người trên Trái Đất nằm trong nửa tối, còn nhật thực chỉ có thể quan sát trong bóng hẹp của Mặt Trăng đổ xuống Trái Đất.

## Quan sát
Nhìn trực tiếp vào quang quyển của Mặt Trời, đĩa sáng của Mặt Trời, ngay cả trong vài giây, sẽ làm phá hủy nặng nề võng mạc của mắt do cường độ ánh sáng mạnh và bức xạ vô hình phát ra từ quang quyển. Sự phá hủy này làm giảm thị lực, dẫn đến bị mù. Võng mạc không nhạy với vết đau, và hiệu ứng của nguyên nhân phá hủy võng mạc không cảm thấy được trong vài giờ sau đó, do vậy không có dấu hiệu cảnh báo nào của vết thương võng mạc mà người bị cảm thấy được.

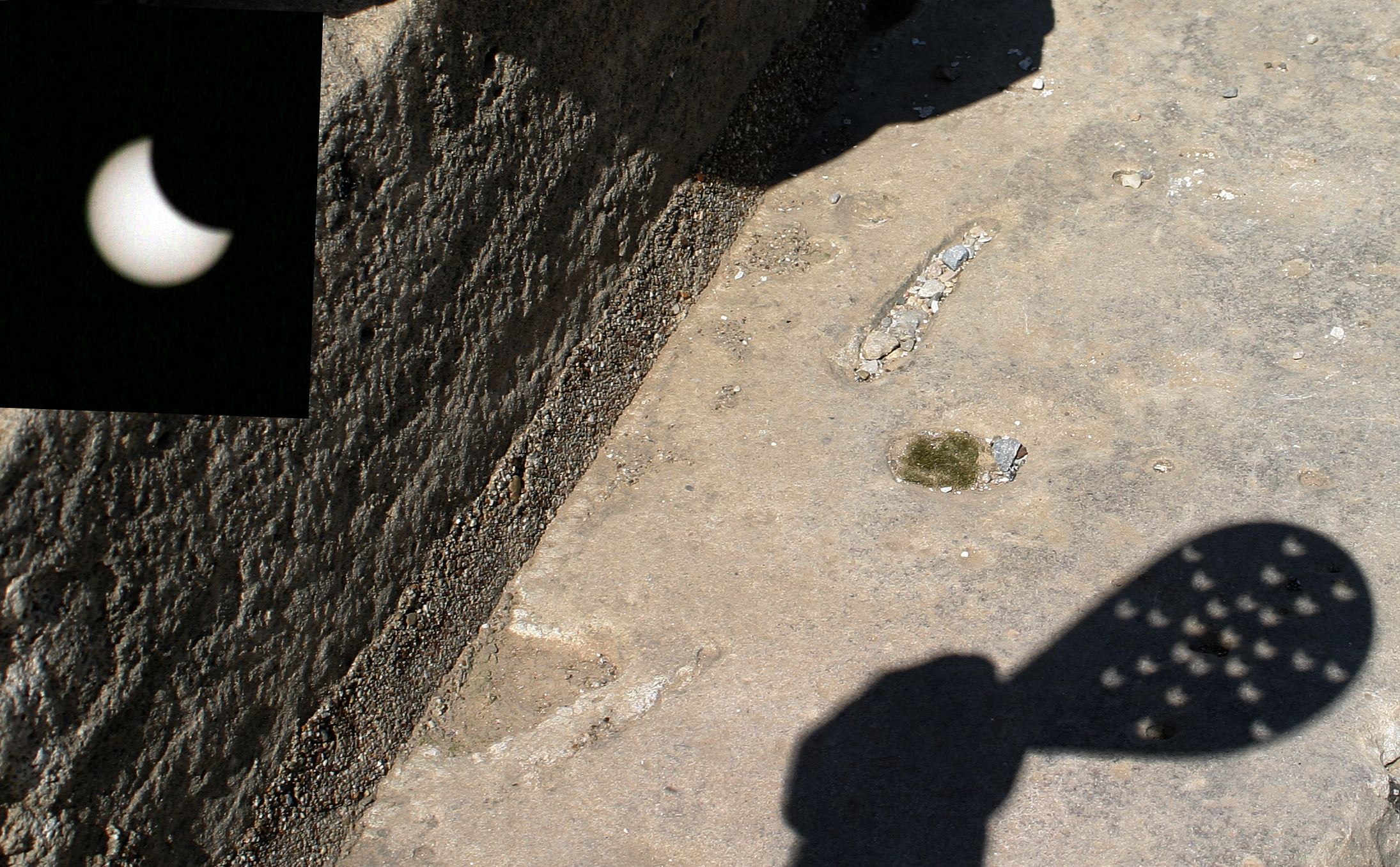
Phương pháp quan sát gián tiếp thông qua tấm bìa đục các lỗ. Ảnh chèn nhỏ bên trái cho thấy hình ảnh nhật thực một phần chụp qua máy ảnh có bộ lọc. Ảnh chính (xem hình lớn hơn) là hình chiếu của nhật thực xuống nền đất.

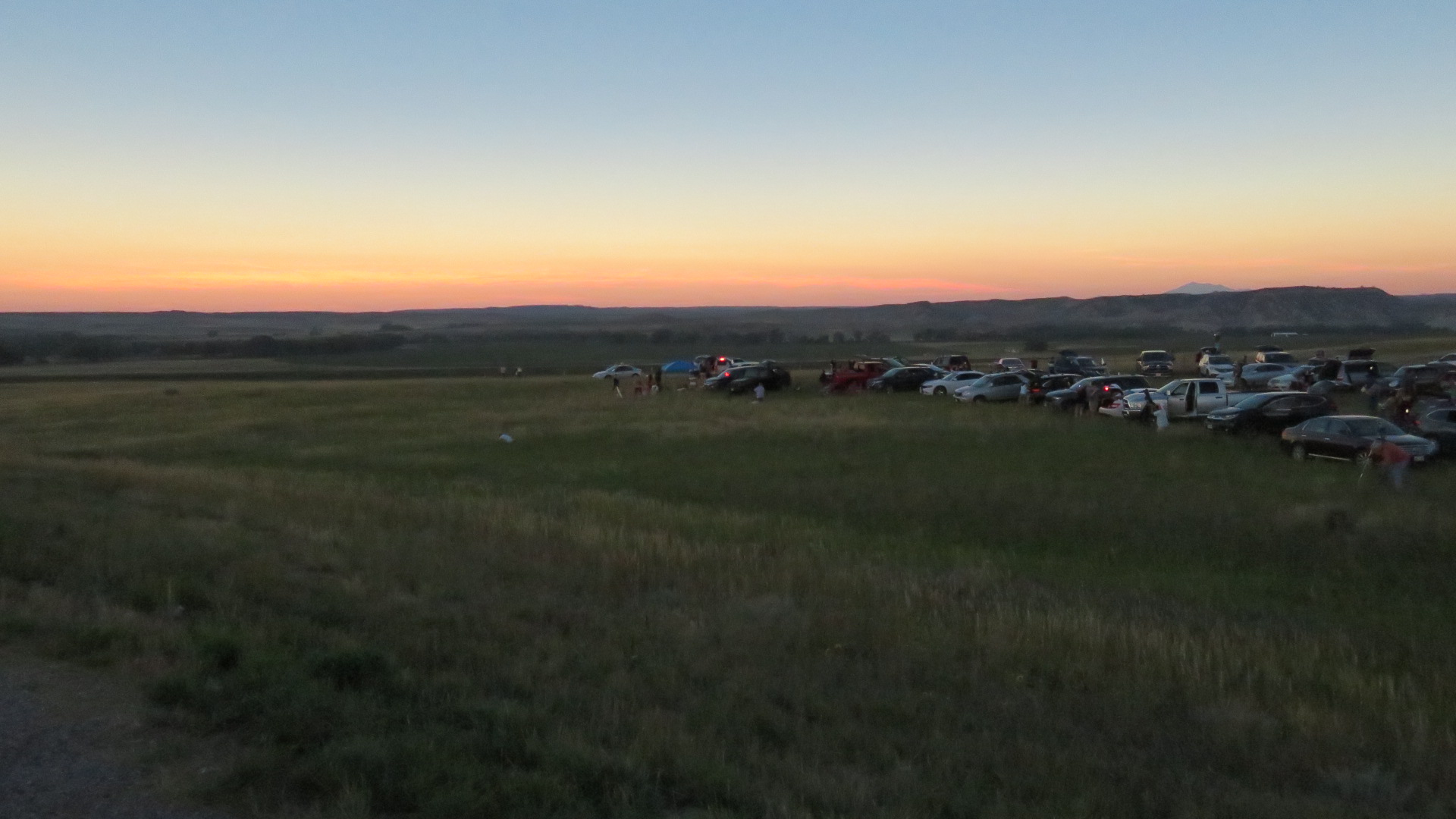
Đường chân trời trong pha toàn phần của nhật thực ngày 21 tháng 8 năm 2017 tại Wyoming lúc giữa trưa có màu sắc đỏ giống như Mặt Trời lặn, do ánh sáng ban ngày từ những vùng xung quanh tán xạ tới.

Trong những điều kiện thông thường, Mặt Trời rất sáng và không thể quan sát trực tiếp. Tuy nhiên, trong thời gian nhật thực, với nhiều phần Mặt Trời bị che khuất, sẽ dễ hơn để quan sát nó với các dụng cụ bảo vệ mắt. Thực tế, nhìn vào Mặt Trời trong thời gian nhật thực cũng nguy hiểm khi nhìn vào nó lúc không có hiện tượng này, ngoại trừ trong một thời gian ngắn của nhật thực toàn phần, khi toàn bộ đĩa Mặt Trời bị che khuất hoàn toàn bởi Mặt Trăng. Cảnh báo: không được dùng mắt quan sát trực tiếp đĩa Mặt Trời thông qua bất kỳ một thiết bị hỗ trợ quang học nào (ống nhòm, kính thiên văn, hay máy ảnh camera) vì điều này sẽ làm mù mắt trong vài phần giây.

### Nhật thực một phần và hình khuyên
Quan sát nhật thực một phần và hình khuyên (và trong quá trình nhật thực toàn phần khi Mặt Trời không hoàn toàn bị che khuất bởi Mặt Trăng) cần những dụng cụ bảo hộ mắt hoặc quan sát theo phương pháp gián tiếp để tránh hỏng mắt. Quan sát đĩa Mặt Trời nên sử dụng kính mắt quan sát nhật thực chuyên dụng để lọc bớt những bức xạ nguy hiểm từ Mặt Trời. Kính râm không an toàn khi dùng để quan sát Mặt Trời. Chỉ nên sử dụng những kính đạt tiêu chuẩn với thiết kế riêng cho quan sát nhật thực trực tiếp. Đặc biệt, với những dụng cụ tự chế như từ ổ đĩa mềm, đĩa CD, phim âm bản...nên tránh sử dụng.
Cách an toàn nhất để quan sát nhật thực đó là quan sát đĩa Mặt Trời một cách gián tiếp. Bằng cách sử dụng ống nhòm hoặc kính thiên văn với tờ bìa một lỗ nhỏ đặt trước kính và chiếu ảnh Mặt Trời lên một tờ giấy trắng. Lúc đó ảnh chiếu của Mặt Trời có thể quan sát an toàn; kỹ thuật này cũng được sử dụng để quan sát vết đen Mặt Trời. Cũng cần phải đề phòng để không ai nhìn trực tiếp qua ống nhòm hay kính thiên văn. Quan sát đĩa Mặt Trời thông qua màn hình video của camera ghi hình là an toàn, mặc dù camera có thể bị phá hủy bởi chịu tác động trực tiếp của ánh sáng Mặt Trời. Có thể đặt trước máy quay camera hoặc máy ảnh một kính lọc sáng giúp bảo vệ các bộ CCD của máy và cho phép quan sát an toàn. Cần phải có kỹ năng thành thục khi đặt bộ kính lọc trước máy để không gây ảnh hưởng đến ảnh quan sát và tác hại tới máy. Trong nhật thực một phần không thể quan sát thấy vành nhật hoa hoặc bầu trời không tối hoàn toàn, phụ thuộc vào diện tích đĩa Mặt Trời bị che khuất mà có thể cảm nhận được bầu trời tối đi hay không. Nếu hơn ba phần từ diện tích đĩa Mặt Trời bị che khuất thì ánh sáng ban ngày sẽ mờ đi rõ rệt, tuy bầu trời đã tối đi nhưng các vật vẫn in bóng xuống mặt đất.

### Nhật thực toàn phần

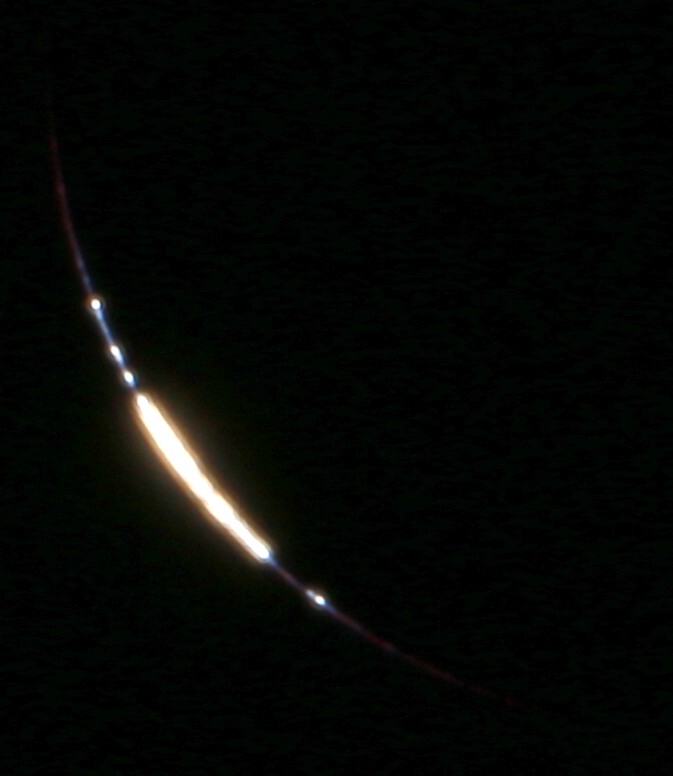
Hiệu ứng vòng hạt Baily trong nhật thực toàn phần ngày 21 tháng 8, 2017.

Trong lúc nhật thực toàn phần, khi phần sáng của đĩa Mặt Trời rất nhỏ, lúc này sẽ hình thành hiệu ứng vòng hạt Baily. Hiệu ứng này xuất hiện bởi ánh sáng Mặt Trời vẫn đến được Trái Đất do địa hình gồ ghề của bề mặt Mặt Trăng. Hiện tượng này còn được biết đến là hiệu ứng nhẫn kim cương, những ánh sáng cuối cùng của Mặt Trời trước lúc nhật thực toàn phần.
Trong lúc nhật thực toàn phần, Mặt Trời bị che khuất hoàn toàn bởi Mặt Trăng, có thể nhìn trực tiếp hiện tượng này bằng mắt thường một cách an toàn, nhưng không thể tiếp tục quan sát khi giai đoạn nhật thực toàn phần kết thúc. Lúc này hình ảnh Mặt Trời rất mờ thông qua bộ lọc ánh sáng. Và có thể nhìn thấy vành nhật hoa bao quanh đĩa tối, cũng như sắc quyển, tai lửa Mặt Trời, hay thậm chí là vết loe Mặt Trời (solar flare). Cuối pha nhật thực toàn phần, hiệu ứng nhẫn kim cương lại xuất hiện về phía đối diện của đĩa Mặt Trăng.

### Chụp ảnh
Thú chụp ảnh nhật thực có thể thực hiện bằng các máy chụp ảnh thông thường. Nhưng để hiện rõ đĩa Mặt Trời/Mặt Trăng thì cần những camera với thấu kính phóng đại tiêu cự lớn (ít nhất 200 mm cho camera 35 mm), và để thu được hình ảnh của đĩa trong hầu hết các khung hình, cần một thấu kính tiêu cự lớn hơn (trên 500 mm). Khi ngắm chỉnh hướng thông qua kính ngắm, cần phải thận trọng để không bị hỏng võng mạc nếu chẳng may nhìn trực tiếp vào Mặt Trời qua ống ngắm.

## Lịch sử quan sát

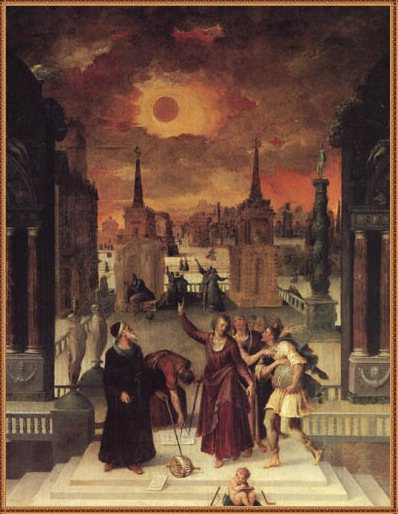
Tranh vẽ Các nhà thiên văn nghiên cứu nhật thực của Antoine Caron năm 1571. Tiêu đề ban đầu của bức tranh này không được biết đến; các tiêu đề thay thế bao gồm "Các nhà thiên văn xem nhật thực" và "Các nhà thiên văn học (hoặc các nhà chiêm tinh học) Nghiên cứu nhật thực". Đến sau này thì người ta đặt tên cho bức tranh này là: Các nhà thiên văn nghiên cứu nhật thực của Antonie Caron

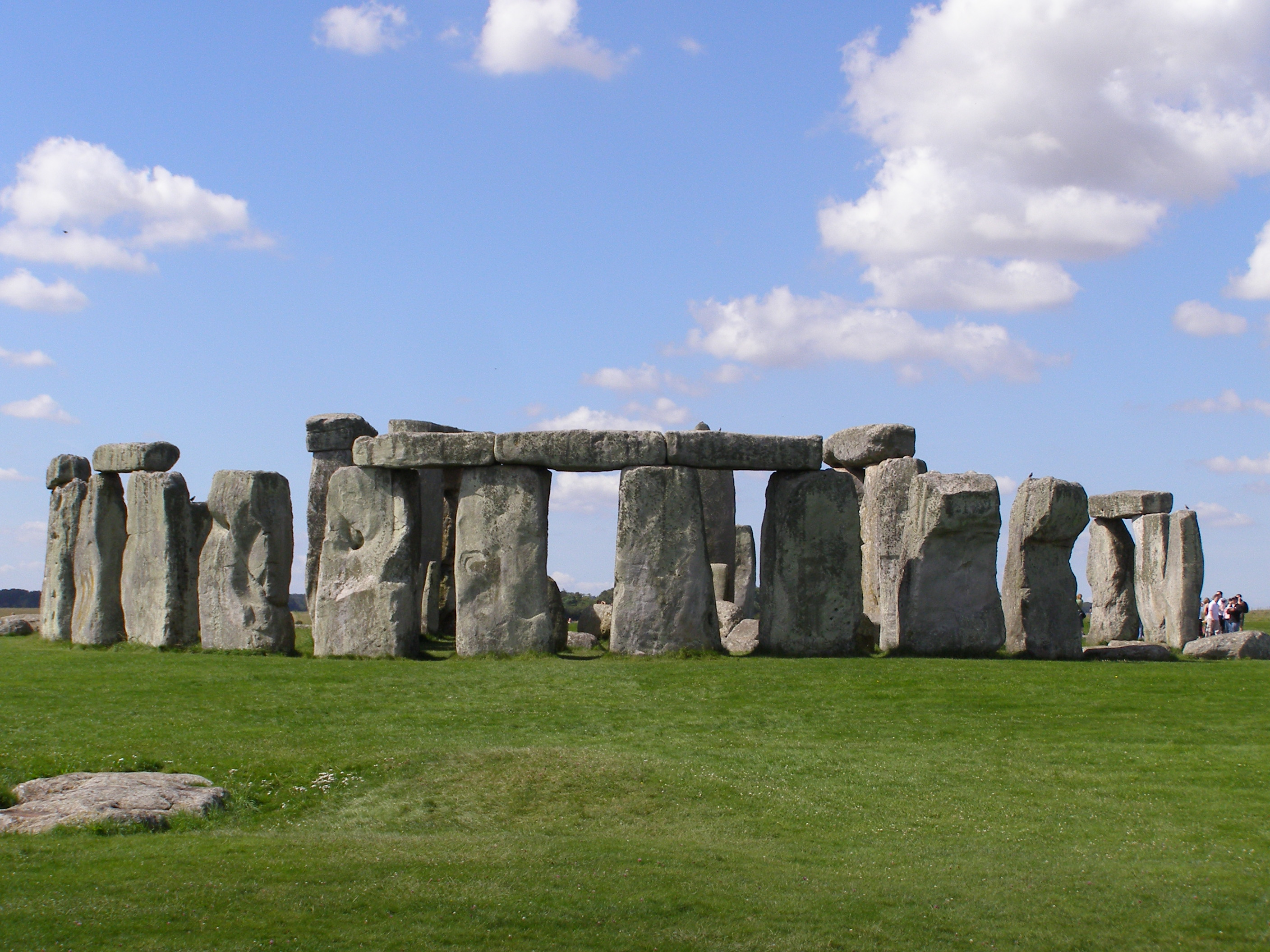
Stonehenge (có từ khoảng 2000 TCN) là một trong những công trình để tiên đoán hiện tượng thiên thực của người cổ đại.

Các lần nhật thực trong lịch sử là một dữ liệu tham chiếu quý giá cho các nhà sử học, cho phép họ suy ra ngày tương ứng với một sự kiện lịch sử một cách chính xác. Như lần nhật thực 15 tháng 6 năm 763 TCN được người Assyria ghi lại trong văn tự là một dấu mốc quan trọng giúp các nhà lịch sử xác định rõ niên đại lịch sử cận Đông. Cũng có những ghi chép về nhật thực sớm hơn trong lịch sử. Vua Trọng Khang nhà Hạ, cách nay gần 4.000 năm, đã từng xử trảm hai nhà chiêm tinh vì họ đã đoán sai về nhật thực. Có lẽ đề cập về nhật thực sớm nhất được ghi lại nhưng chưa được minh chứng, đó là của nhà khảo cổ Bruce Masse, ông cho rằng nhật thực xảy ra ngày 10 tháng 5 năm 2807 TCN cùng với sự kiện một thiên thạch rơi xuống Ấn Độ Dương gây ra những trận lụt/sóng thần huyền bí trong truyền thuyết mà để cập đến hai sự kiện này xảy ra đồng thời với nhau.
Người cổ đại từng coi hiện tượng thiên thực là điềm gở báo hiệu sắp có sự kiện xấu trong tương lai gần. Nhà lịch sử Hy Lạp cổ đại Herodotus viết rằng Thales của Miletus tiên đoán sẽ có hiện tượng nhật thực xảy ra trong thời gian chiến tranh giữa người Medes và Lydia. Điều này đã khiến cả hai phía hạ vũ khí và thỏa ước hòa bình do sự kiện nhật thực xảy ra. Ngày chính xác xảy ra nhật thực vẫn còn là vấn đề tranh cãi giữa nhiều nhà lịch sử cổ đại và hiện đại. Một trong những khả năng đó là nhật thực ngày 28 tháng 5 năm 585 TCN, có lẽ xảy ra gần sông Halys ở Tiểu Á. Một lần nhật thực mà Herodotus ghi lại được trước khi vua Xerxes rút lui đoàn quân của ông khi chống lại người Hy Lạp, mà có lẽ vào những năm 480 TCN, mà John Russell Hind tính toán rằng có nhật thực hình khuyên xảy ra tại Sardis ngày 17 tháng 2 năm 478 TCN. Người Ba Tư cũng ghi chép lại nhật thực một phần vào ngày 2 tháng 10 năm 480 TCN. Herodotus cũng ghi lại lần nhật thực ở Sparta trong thời gian người Ba Tư xâm lược Hy Lạp lần hai. Ngày xảy ra nhật thực mà ông ghi chép (1 tháng 8 năm 477 TCN) lại không phù hợp chính xác với ngày xâm lược mà đa số các nhà sử học hiện đại chấp nhận.
Ghi chép về nhật thực của Trung Hoa cổ đại bắt đầu có từ 720 TCN. Nhà thiên văn thế kỷ thứ IV TCN Thạch Thân (石申) đã miêu tả cách tiên đoán nhật thực bằng cách sử dụng vị trí tương đối của Mặt Trăng và Mặt Trời. Tư tưởng về ánh sáng từ Mặt Trăng là do bề mặt của nó phản chiếu ánh sáng từ Mặt Trời có từ khoảng thế kỷ thứ VI TCN, mặc dù nhà triết học Vương Sung (王充) đã phản đối lập luận này vào thế kỷ I. Các nhà thiên văn Hy Lạp cổ đại, như Parmenides và Aristotle, cũng nêu ra tư tưởng cho rằng Mặt Trăng phát sáng là do phản xạ ánh sáng Mặt Trời.
Một trong những giả thuyết về chính xác ngày thứ sáu Tuần Thánh, ngày mà chúa Giê-su bị đóng thánh giá, chính là một ngày xảy ra nhật thực. Giả thuyết này chưa được công nhận rộng rãi, và thứ sáu Tuần Thánh được ghi lại với lễ Vượt Qua mà xảy ra vào lúc trăng tròn. Ở Tây bán cầu, có một vài tư liệu tin cậy ghi lại nhật thực trước năm 800, cho đến khi có sự ra đời của các đài quan sát Ả Rập và tu viện thời trung cổ. Quan sát đầu tiên về nhật hoa được ghi lại ở Constantinople năm 968.
Người cổ đại cũng đã xây dựng một số công trình làm nơi tế thần cũng như sử dụng để quan sát và tiên đoán hiện tượng thiên thực. Stonehenge là một công trình bao gồm các tảng đá lớn xếp thành những vòng tròn đồng tâm, mà nhiều nhà khảo cổ cho rằng một trong những công dụng của nó là sử dụng để tiên đoán nhật thực.
Quan sát nhật thực bằng kính thiên văn đầu tiên có lẽ là vào năm 1706 tại Pháp. Chín năm sau, nhà thiên văn người Anh Edmund Halley đã quan sát nhật thực ngày 3 tháng 5 năm 1715. Cho đến giữa thế kỷ XIX, những hiểu biết khoa học về Mặt Trời đã tiến triển thêm nhờ quan sát vành nhật hoa trong thời gian nhật thực toàn phần. Vành nhật hoa được phát hiện đầu tiên trong lần nhật thực xảy ra ngày 8 tháng 7 năm 1842, và bức ảnh đầu tiên về nhật thực toàn phần chụp ngày 28 tháng 7 năm 1851.

## Những quan sát khác

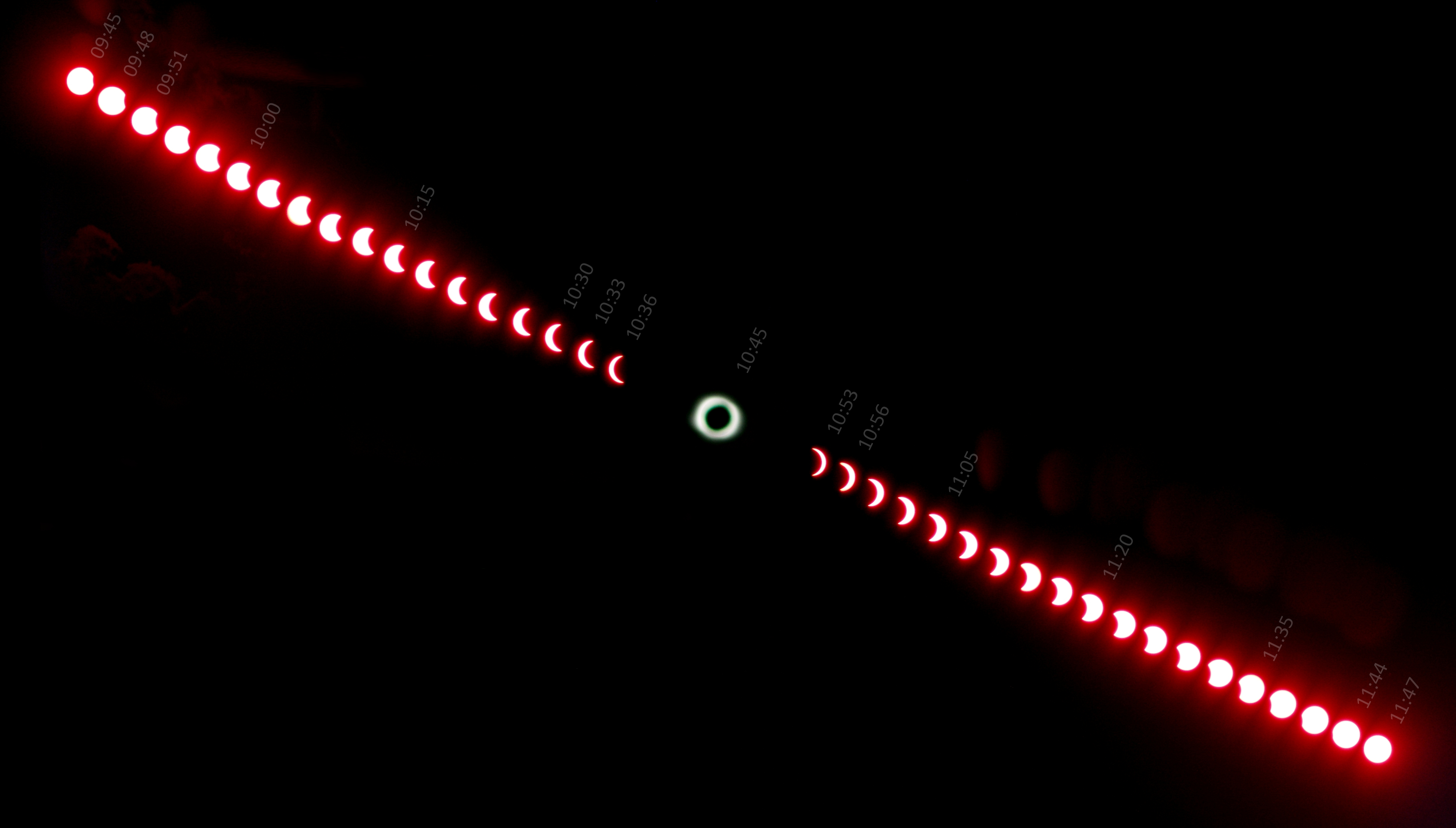
Tiến trình nhật thực ngày 1 tháng 8 năm 2008 tại Novosibirsk, Nga. Thời gian địa phương là UTC+7. Khoảng thời gian chụp các bức ảnh cách nhau 3 phút.

Nhật thực toàn phần là một cơ hội hiếm có để quan sát thấy vành nhật hoa (lớp bên ngoài của khí quyển Mặt Trời). Thông thường không thể quan sát thấy nó do quang quyển sáng hơn nhiều vành nhật hoa. Tùy theo Mặt Trời vào ở giai đoạn hoạt động của nó, chu kỳ Mặt Trời, mà vành nhật hoa có thể nhỏ và đối xứng hoặc lớn nhưng mờ. Các nhà khoa học đã không biết đến điều này nếu không quan sát thông qua nhật thực toàn phần và rất khó để tiên đoán tính chất của vành nhật hoa.
Có một hiệu ứng liên quan đến quá trình xảy ra nhật thực đó là những dải tối, tương tự như những dải tối ở đáy hồ bơi. Chúng chỉ xuất hiện trước và sau nhật thực toàn phần, khi hình ảnh lưỡi liềm Mặt Trời chiếu xuống khí quyển và coi như một nguồn sáng không đồng đều theo mọi hướng.

### Phát hiện heli có trên Mặt Trời

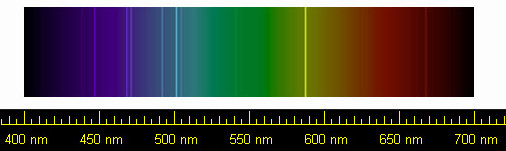
Quang phổ heli với vạch vàng đặc trưng.

Trong lần quan sát nhật thực toàn phần xảy ra ngày 18 tháng 8 năm 1868 tại Guntur, Ấn Độ, nhà thiên văn học người Pháp Pierre Janssen lần đầu tiên thu được chứng cứ về vạch phổ của nguyên tử heli, vạch sáng màu vàng trong quang phổ từ sắc quyển của Mặt Trời. Ban đầu ông cho rằng vạch này là của natri. Ngày 20 tháng 10 trong cùng năm, nhà thiên văn học người Anh Norman Lockyer cũng quan sát thấy vạch màu vàng trong quang phổ Mặt Trời và ông ký hiệu nó là vạch D3 trong vạch phổ Fraunhofer, bởi vì nó nằm gần vạch D1 và D2 của natri. Ông kết luận rằng vạch này là của một nguyên tố mới xuất hiện trên Mặt Trời và chưa tìm thấy ở Trái Đất. Lockyer cùng nhà hóa học người Anh Edward Frankland đặt tên cho nguyên tố mới theo tiếng Hy Lạp cho Mặt Trời là ἥλιος (helios).
Năm 1882, nhà vật lý Italia Luigi Palmieri lần đầu tiên phát hiện ra heli có trên Trái Đất, thông qua vạch phổ D3, khi ông thực hiện phân tích dung nham từ núi lửa Vesuvius.
Ngày 26 tháng 3 năm 1895, nhà hóa học Scottland Sir William Ramsay cô tách được heli từ khoáng vật cleveite (một loại khoáng uraninit chứa ít hơn 10% nguyên tố đất hiếm) bằng axít. Mục đích của Ramsay là tìm kiếm argon nhưng sau khi tách được nitơ và oxy từ khí thoát ra từ acid sulfuric, ông nhận thấy vạch màu vàng trong quang phổ phù hợp với vạch D3 quan sát trong quang phổ Mặt Trời.

### Quan sát năm 1919

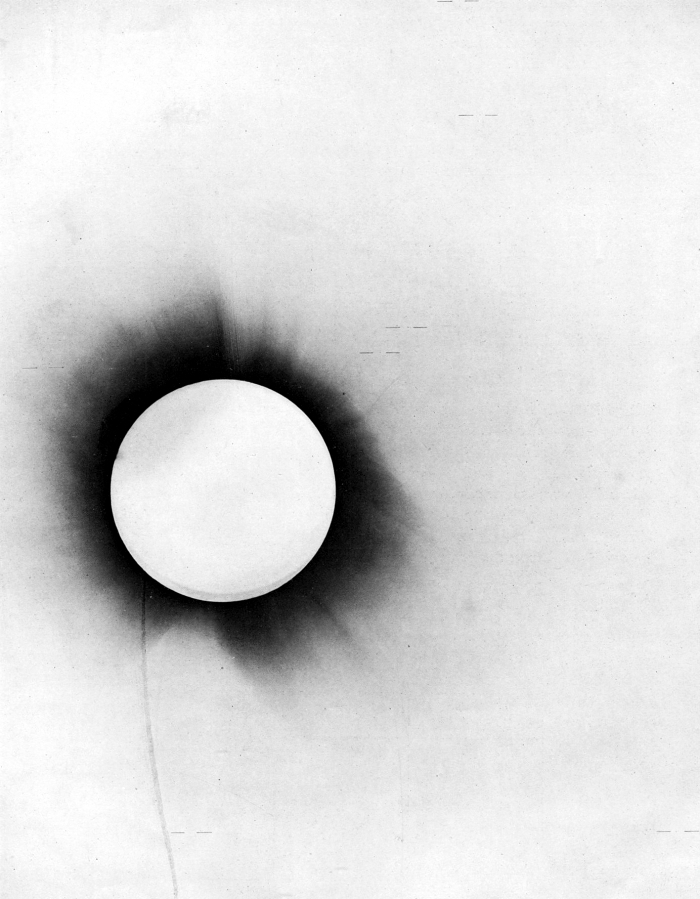
Ảnh nhật thực toàn phần năm 1919, bấm xem hình lớn sẽ thấy các đoạn vạch chỉ ra vị trí bị lệch của các ngôi sao do ánh sáng bị lệch khi đi gần trường hấp dẫn của Mặt Trời. Bản màu ảnh âm
(như trên; bản màu nhạt) tính của nhật thực năm 1919 được lấy từ báo cáo của Sir Arthur Eddington trong chuyến thám hiểm để xác minh dự đoán của Einstein về sự bẻ cong của ánh sáng xung quanh mặt trời. Đối với phiên bản dương bản
(bản màu đậm hơn), hãy xem Hình ảnh: 1919 eclipse positive.jpg.
Chú thích gốc:
Trong Tấm 1 được tái tạo nửa tông màu của một trong những âm bản được chụp bằng ống kính 4 inch tại Sobral. Điều này cho thấy vị trí của các ngôi sao, và càng nhiều càng tốt trong việc tái tạo loại này, đặc điểm của hình ảnh, vì không có chỉnh sửa. Một số bản in ảnh đã được thực hiện và các đơn xin việc này từ các nhà thiên văn học, những người muốn tự đảm bảo về chất lượng của các bức ảnh, sẽ được xem xét càng nhiều càng tốt.

Tháng 11 năm 1915, Albert Einstein hoàn tất công trình thuyết tương đối rộng khi ông tìm ra được phương trình trường hấp dẫn. Trong bài báo của mình, ông đưa ra ba hệ quả đầu tiên của thuyết tương đối rộng, bao gồm sự tiến động của điểm cận nhật Sao Thủy-mà giá trị tìm được khớp với các quan sát trước đó của Urbain Le Verrier, dịch chuyển đỏ do hấp dẫn, và ánh sáng bị lệch bởi trường hấp dẫn. Einstein tính ra kết quả ánh sáng bị lệch khoảng 1,73" gấp đôi giá trị mà ông từng tiên đoán vào năm 1907.
Quan sát ánh sáng đi lệch thực hiện đầu tiên bằng cách khảo sát sự thay đổi vị trí của các ngôi sao khi chúng ở gần Mặt Trời trên thiên cầu. Do ánh sáng Mặt Trời quá sáng sẽ làm mờ hình ảnh các sao, vì vậy để có thể quan sát được chúng phải tận dụng cơ hội những lần nhật thực toàn phần. Năm 1919, tuy mới kết thúc chiến tranh thế giới thứ nhất, nhà thiên văn học người Anh Sir Arthur Eddington và cộng sự đã đến đảo Príncipe thưộc châu Phi để chụp lại hình ảnh các ngôi sao - thời điểm này các ngôi sao thuộc chòm sao Kim Ngưu-trong lúc nhật thực toàn phần diễn ra ngày 29 tháng 5. Trong khi đó một đoàn thám hiểm khác cũng đến Sobral, Ceará ở Brasil để thực hiện quan sát và chụp ảnh. Bằng cách so sánh vị trí biểu kiến của những ngôi sao, với khi có và không có Mặt Trời lúc chụp ảnh, Arthur Eddington thông báo quả thực ánh sáng bị lệch theo như tiên đoán của Einstein. Kết quả được xem là một trong những tin tức giật gân và xuất hiện trên hầu hết các tờ báo lớn hồi đó. Thực nghiệm đã làm Einstein và lý thuyết tương đối tổng quát của ông trở lên nổi tiếng. Khi người trợ lý của ông hỏi rằng, nếu như kết quả quan sát nhật thực của Eddington và Dyson năm 1919 là sai so với tiên đoán lý thuyết thì ông sẽ nghĩ sao, Einstein đáp lại rằng: "Lúc đó tôi cảm thấy tiếc cho Chúa. Lý thuyết là đúng đắn hoàn toàn." 
Tuy nhiên độ chính xác ban đầu là khá thô. Một số người đã cho rằng độ lệch đo được là do sai số hệ thống và do vậy kết quả của Eddington là quá lỏng lẻo, mặc dù những phân tích hiện đại về bảng dữ liệu của ông cho thấy phân tích của Eddington là chính xác. Việc kiểm chứng độ lệch ánh sáng đã được lặp lại nhiều lần trong những lần nhật thực toàn phần tiếp theo, như của đội các nhà thiên văn từ Đài quan sát Lick thực hiện năm 1922 cho kết quả khớp với kết quả năm 1919, hoặc các nhà thiên văn ở Đài quan sát Yerkes quan trắc năm 1953 và một đội các nhà khoa học thuộc Đại học Texas quan sát nhật thực toàn phần năm 1973 đều cho kết quả như tiên đoán của thuyết tương đối tổng quát.

### Dị thường hấp dẫn
Có một lịch sử dài trong quan sát hiệu ứng ảnh hưởng của hấp dẫn liên quan đến nhật thực, đặc biệt trong thời gian xảy ra nhật thực toàn phần. Năm 1954 và vào năm 1959, Maurice Allais thông báo quan sát thấy sự dịch chuyển kỳ lạ và không giải thích được trong suốt quá trình nhật thực toàn phần. Hiệu ứng này ngày nay được gọi là hiệu ứng Allais. Tương tự, Erwin Saxl và Mildred Allen năm 1970 quan sát thấy sự thay đổi bất thường trong chuyển động của con lắc xoắn, và người ta gọi là hiệu ứng Saxl.
Một quan sát công bố trong lần nhật thực 1997 của Wang và cộng sự gợi ra khả năng về hiệu ứng lá chắn hấp dẫn, và dấy lên một cuộc tranh luận về vấn đề này. Sau đó vào năm 2002, Yang và Wang cho đăng dữ liệu phân tích cho thấy vấn đề của họ vẫn chưa giải thích được.

### Thiên thực và sự đi ngang qua
Về nguyên lý, sự kiện xuất hiện đồng thời nhật thực và hiện tượng một hành tinh đi ngang qua đĩa Mặt Trời là có thể. Nhưng sự trùng hợp này là rất hiếm bởi vì chúng xảy ra trong thời gian ngắn. Sự kiện nhật thực và Sao Thủy đi ngang qua đĩa Mặt Trời xảy ra đồng thời sẽ xuất hiện vào ngày 5 tháng 7 năm 6757, và nhật thực đi kèm với sự đi ngang qua của Sao Kim sẽ xảy ra vào ngày 5 tháng 4 năm 15232.
Thường gặp hơn, đó là sự kiện giao hội của một hành tinh (đặc biệt không chỉ Sao Thủy và Sao Kim) tại thời điểm nhật thực toàn phần, khi đó hành tinh sẽ nhìn thấy ở gần Mặt Trời trong thời gian nhật thực toàn phần, và khi kết thúc nhật thực nó sẽ bị lu mờ bởi ánh sáng chói lòa của Mặt Trời. Đã có thời người ta đề xuất có hành tinh ở phía trong quỹ đạo Sao Thủy gọi là hành tinh Vulcan; nhưng nếu nó tồn tại thì các nhà thiên văn sẽ quan sát thấy nó trong những lần nhật thực toàn phần hoặc sự kiện nó đi qua đĩa Mặt Trời, và hiện tại hành tinh này là không tồn tại.

### Chụp từ vệ tinh nhân tạo

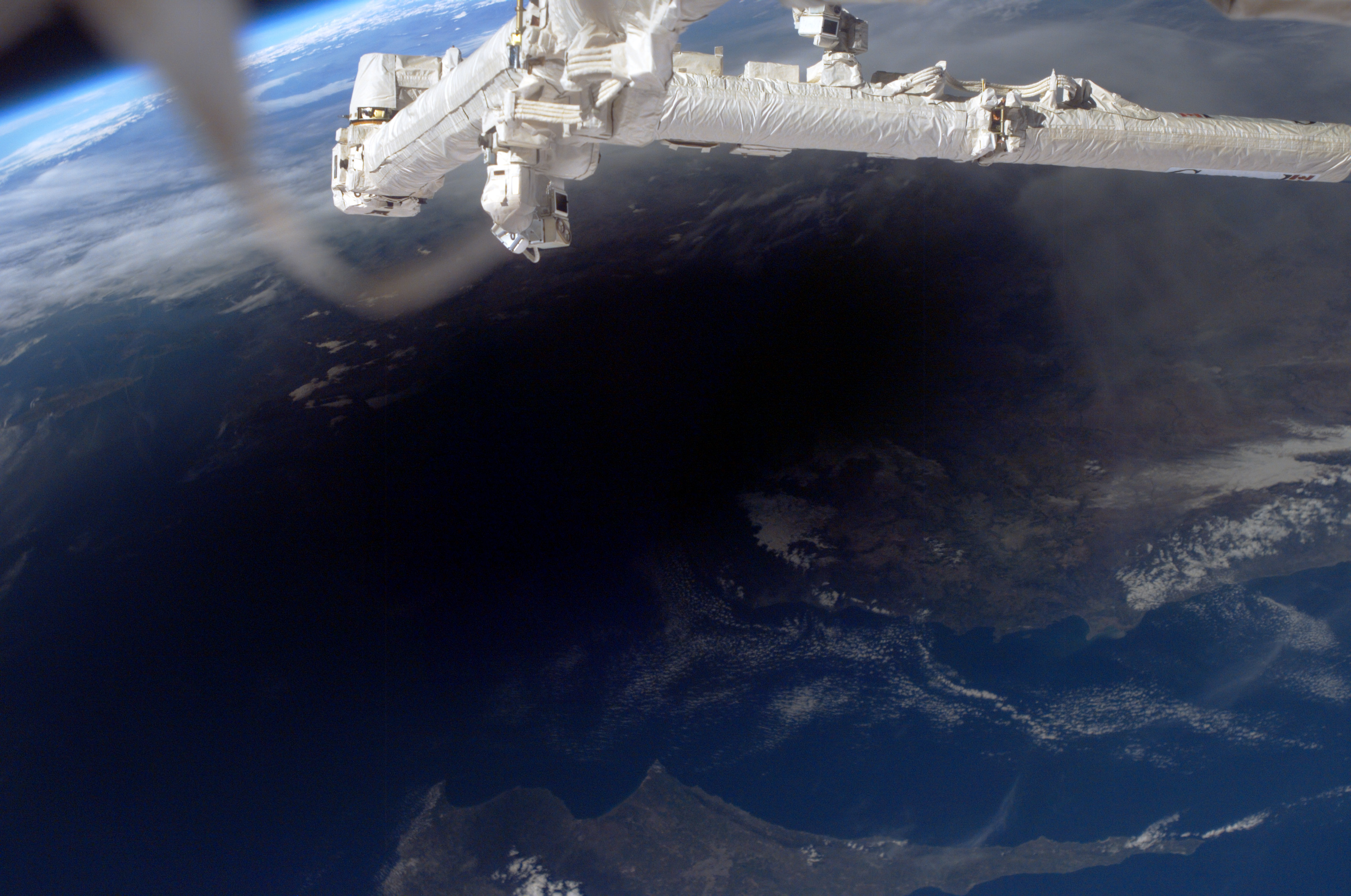
Bóng tối Mặt Trăng trên Thổ Nhĩ Kỳ và Síp, chụp từ ISS trong thời gian nhật thực toàn phần 29 tháng 3 năm 2006.

Các vệ tinh nhân tạo cũng vượt qua đĩa Mặt Trời khi nhìn từ Trái Đất nhưng không đủ lớn để gây ra hiện tượng che khuất. Ví dụ, tại độ cao của Trạm Vũ trụ Quốc tế một vật thể cần có đường kính ít nhất 3,35 km mới có thể che khuất hoàn toàn đĩa Mặt Trời. Những lần các vệ tinh nhân tạo đi ngang qua đĩa là khó quan sát, bởi vì chúng rất nhỏ và tác động của ánh sáng Mặt Trời. Thông thường, các vệ tinh vượt qua đĩa Mặt Trời chỉ trong vài giây.
Cũng có những bức ảnh quan sát về thiên thực từ tàu không gian hay vệ tinh nhân tạo quay trên quỹ đạo quanh Trái Đất. Phi hành đoàn Gemini 12 đã chụp ảnh nhật thực toàn phần từ không gian năm 1966. Pha nhật thực một phần trong lần nhật thực toàn phần ngày 11 tháng 8 năm 1999 cũng được các nhà du hành vũ trụ trên trạm Mir chụp lại.

## Những lần nhật thực gần đây và sắp tới
Thiên thực chỉ xảy ra trong thời điểm Mặt Trời ở gần điểm nút lên hoặc điểm nút xuống của Mặt Trăng khi nhìn từ Trái Đất. Mỗi lần thiên thực cách nhau bằng 1, 5 hay 6 tháng giao hội, và khoảng thời gian Mặt Trời di chuyển từ điểm nút này đến điểm nút kia là khoảng 173,3 ngày. Chu kỳ này hơi nhỏ hơn nửa năm Công lịch bởi vì các điểm nút của Mặt Trăng cũng tiến động. Như lập luận ở trên, 223 tháng giao hội gần bằng 239 tháng điểm cận địa và 242 tháng giao điểm thăng, hiện tượng thiên thực sẽ có cùng tính chất hình học sau 223 tháng giao hội (khoảng 6.585,3 ngày). Hay các nhà thiên văn gọi đây là chu kỳ Saros (18 năm 11,3 ngày). Bởi vì 223 tháng giao hội không vừa bằng 239 tháng điểm cận địa hay 242 tháng giao điểm thăng, chu kỳ Saros không lặp vĩnh viễn hay không phải xảy ra tại cùng một nơi sau 1 chu kỳ này. Mỗi chu kỳ bắt đầu bằng nhật thực với bóng Mặt Trăng phủ lên vùng gần cực bắc hoặc cực nam Trái Đất, và những lần nhật thực sau bóng của Mặt Trăng sẽ tiến dần về phía cực kia cho đến khi bóng tối Mặt Trăng không còn phủ lên Trái Đất và kết thúc 1 chu kỳ Saros. Chu kỳ Saros được đánh số; và hiện tại là các chu kỳ 117 đến 156.
| Các lần nhật thực |           |           |           |           |           |           |           |
| 1997–2000         | 2000–2003 | 2004–2007 | 2008–2011 | 2011–2014 | 2015–2018 | 2018–2021 | 2022–2025 |